# Nomada amabilis
Nomada amabilis är en biart som beskrevs av Radoszkowski 1876. Nomada amabilis ingår i släktet gökbin, och familjen långtungebin. Inga underarter finns listade i Catalogue of Life.